# Freystädter Albvorland westlich der Schwarzach
Das Freystädter Albvorland westlich der Schwarzach  ist ein Naturraum (111.00) im Freystädter Albvorland im Vorland der mittleren Frankenalb im Fränkischen Keuper-Lias-Land im Südwestdeutschen Stufenland.
Im Westen und Norden grenzt es an die Rother Sandplatten (113.50), im Osten an das Schwarzachtal (111.01) und im Süden an das Thalach-Quellgebiet (110.40), das Staufer Eisensandsteinberge (110.41) und den Schwarzach-Thalach-Taltrichter.
Das Gebiet wird land- und forstwirtschaftlich genutzt. In der Nähe von Hilpoltstein ist der Boden mehr sandig und trocken. 
Das Gebiet gehört politisch zur Stadt Hilpoltstein, dem Markt Allersberg und der Stadt Freystadt. Es umfasst die Ortsteile Eismannsdorf, Uttenhofen, Mörlach, Mörsdorf, Aßlschwang, Stockach, Michelbach, Meckenhausen, Grauwinkl, Jahrsdorf, Sindersdorf, Federhof, Lay, Mindorf, Hagenbuch, Tandl und Weinsfeld.